# Mörtsjön (Mariefreds socken, Södermanland, 657457-157869)
Mörtsjön är en sjö i Strängnäs kommun i Södermanland och ingår i Norrströms huvudavrinningsområde.